# Damasławek
Damasławek (deutsch Elsenau) ist ein Dorf und Sitz einer Gemeinde in Polen im Powiat Wągrowiecki der Woiwodschaft Großpolen.

## Gemeinde
Zur Landgemeinde (gmina wiejska) Damasławek gehören 18 Ortsteile (deutsche Namen, amtlich bis 1945) mit einem Schulzenamt:
- Damasławek (Elsenau)
- Dąbrowa (Dornbrunn)
- Gruntowice (Gruntowitz)
- Kołybki (Kobiletz)
- Kopanina (Kopanin)
- Kozielsko (Kozielsko)
- Miąża
- Międzylesie
- Mokronosy
- Niemczyn
- Piotrkowice
- Rakowo
- Smuszewo
- Starężyn
- Starężynek
- Stępuchowo
- Turza
- Wiśniewko

Eine weitere Ortschaft der Gemeinde ohne Schulzenamt ist Modrzewie.

### Gemeindepartnerschaften
Die Gemeinde Damasławek befindet sich seit 2000 in einer Partnerschaft mit der niedersächsischen Gemeinde Dahlenburg.

## Verkehr
Der Ort hat einen Bahnhof an der bei Damasławek nicht mehr im Personenverkehr betriebenen Bahnstrecke Oleśnica–Chojnice und an der in diesem Bereich stillgelegten Bahnstrecke Inowrocław–Drawski Młyn, an ersterer befand sich ein weiterer Bahnhof im Gemeindeteil Dąbrowa, an letzterer in Stępuchowo.